# 몽사
몽사(蒙舍)는 오만족(烏蠻族, 오만족은 이족彛族, 납서족納西族, 율속족傈僳族 등의 선조)의 여섯 부족중 하나를 일컫는다. 여섯 부족으로 나뉘여 있었기 때문에 중국에서는 육조(六詔, 詔는 왕王과 비슷한 개념 혹은 국國의 뜻)라고 불렀다. 이 육조중 몽사조(蒙舍詔)는 웨이샨(巍山) 근방에 있었는데, 이는 육조중 가장 남쪽에 존재한 것이었다. 그래서 남조(南詔)라고도 불리었다. 남조(南詔)는 후에 대몽국의 수령인 피로코가 육조를 통일후, 도읍를 웨이샨(巍山)으로 하여 국명을 남조국(南詔國)이라고 바꾸었을 때, 정식으로 국명이 되었다.